# Культовые мифы

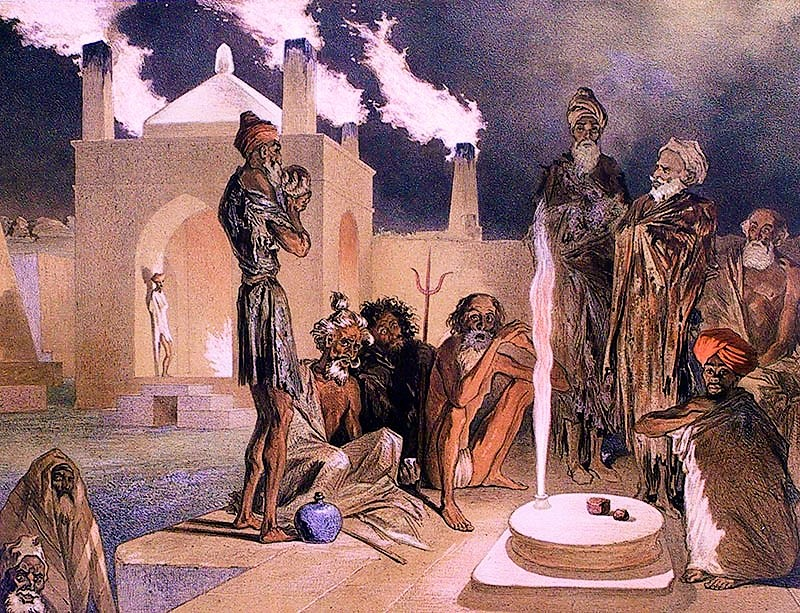
Поклонение огню в Атяш-Гях

Культовые мифы — условное название мифов, в которых даётся объяснение (мотивировка) какого-либо обряда (ритуала) или иного культового действия. Тесно связаны с теми или иными религиозно-магическими обрядами, узаконивают и сакрализируют их. Особая разновидность этиологических мифов (мифов, объясняющих появление различных природных и культурных особенностей и социальных объектов).

## Особенности
Наиболее примитивными культовыми мифами являются мифы тотемические, сопровождающие обряды переодевания в тотемических предков.
Культовые мифы часто являются эзотерическими, то есть их смысл знает только ограниченное число людей, часто достигших совершеннолетия мужчин. Такие мифы часто связаны с обрядом инициации, когда достигший совершеннолетия член племени должен пройти через испытания с последующим посвящением в мужчины и приобщением к эзотерической традиции. В случае эзотеричности культового мифа, он может быть сильно сакрализован.
Не все культовые мифы возможно описать и исследовать, так как многие из них держатся в секрете адептами культа и не разглашаются посторонним.

## Примеры
В Древней Греции к культовым мифам относятся прежде всего мифы о Деметре и Персефоне, связанные с Элевсинскими мистериями и мифы о Дионисе, в честь которого устраивали вакханалии. Похожие обряды совершались в Средиземноморье в честь бога растительности Аттиса, убитого и воскресшего, а также во многом схожего с ним Адониса.
В Древнем Египте главные культовые мифы связаны с культом Осириса и Исиды. Сложные ритуалы воспроизводили историю поисков Исидой тела Осириса и его воскрешение.

## Исследования взаимосвязи мифа и ритуала
Среди учёных нет единого мнения о том, что первично, миф или обряд. Одни считают, что миф сложился для обоснования обряда, другие склонны думать, что миф является первичным, и на его основе складываются обряды.
Э. Б. Тайлор считал, что миф зародился как попытка объяснить мир, и первичен по отношению к ритуалу, который возник позже, как попытка этот мир себе подчинить.
Уильям Робертсон-Смит, Дж. Дж. Фрэзер, Джейн Харрисон придерживались противоположного мнения, считая, что появление ритуалов повлекло за собой создание мифов.
Вальтер Буркерт, Брони́слав Малино́вский, Ми́рча Элиа́де не связывали напрямую миф и ритуал.